# 客観訴訟
客観訴訟（きゃっかんそしょう）とは、客観的な法秩序の適正維持を目的とする行政訴訟のこと。客観的訴訟ともいう。個人の権利利益の保護を目的とするのではなく、法律に定められた者のみが提起できる。
国民の個人的権利利益の保護を目的とする訴訟である主観訴訟（主観的訴訟）に対比される。客観訴訟・主観訴訟のいずれも講学上の概念であり、行政事件訴訟法に明確に規定されているわけではない。

## 日本の行政訴訟における分類
主観訴訟・客観訴訟の別は、日本の行政訴訟における分類のための概念として用いられる。
主観訴訟とは、裁判所法3条1項の「法律上の争訟」であり、当然に裁判所（司法権）の権限に属する。客観訴訟とは、これに対して「法律上の争訟」にあたらず、「法律において特に定め」た場合にのみ、例外的に許される訴訟類型である（行政事件訴訟法第42条）。
| 主観訴訟 | 抗告訴訟   |
| 主観訴訟 | 当事者訴訟 |
| 客観訴訟 | 民衆訴訟   |
| 客観訴訟 | 機関訴訟   |

行政事件訴訟法は、行政事件訴訟として、抗告訴訟、当事者訴訟、民衆訴訟及び機関訴訟の4種を挙げる（第2条）。このうち、前2者、抗告訴訟と当事者訴訟が主観訴訟であり、後2者、民衆訴訟と機関訴訟が客観訴訟である。
客観訴訟のうち、民衆訴訟とは、国又は公共団体の機関の法規に適合しない行為の是正を求める訴訟であり、地方自治法の住民訴訟、公職選挙法の当選訴訟、同法の選挙訴訟が含まれ、選挙人たる資格その他自己の法律上の利益にかかわらない資格で提起する（第5条）。機関訴訟とは、国又は公共団体の機関相互間における権限の存否又はその行使に関する紛争についての訴訟である（第6条）。